# The 25th Reich
The 25th Reich ist eine australische Actionkomödie von 2012.

## Handlung
1943: Eine fünfköpfige Truppe der US-Army hat in der australischen Wildnis die Aufgabe, zwei Pumas, die als Armee-Maskottchen fungieren, einzufangen. Mit einer Apparatur, welche mühsam auf eine Anhöhe geschleppt wird, sollen anlockende Frequenzen ausgestrahlt werden. In der Nacht sind die Schwingungen so extrem, dass die ganze Truppe ins Koma fällt. Nach dem Erwachen müssen sie sich gegen riesenhafte Tiere zur Wehr setzen. Nun wird klar, dass die Gruppe etwa 50.000 Jahre in die Vergangenheit gereist ist, laut Aussage des Sergeants um die Nazis zu verhindern. Nach einem Fußmarsch entdecken sie eine Reichsflugscheibe. Nach anfänglichen Schwierigkeiten wegen eines Schutzschildes kann Sergeant Weaver an Bord klettern. Er fliegt allerdings alleine davon. Nun wird der Gruppe klar, dass Weaver ein Agent der Nazis war.
Die übrigen Soldaten können die Zeitmaschine wieder aktivieren. Nun landen sie jedoch in der Zukunft, nach 2243. Riesenhafte Nazi-Roboterspinnen umzingeln sie rasch, Soldat Updike wechselt spontan die Seite und wird selbst zu einer Roboterspinne transformiert. Bei einer Hetzjagd vergewaltigt die Updike-Transformation dann Captain O’Brian, danach kann Barelli den Robot mit einer Handgranate in die Luft sprengen. Von einem Hügel aus betrachten die letzten drei Menschen die neue Welt: Eine riesige Armee aus Reichsflugscheiben macht sich auf den Weg Richtung Weltall.  

## Kritik
Mehr als 900 User der Filmdatenbank IMDb bewerten den Film eher schlecht mit durchschnittlich 3,3 von 10 Punkten.